# Коржемон
Коржемон (фр. Corgémont) — громада  в Швейцарії в кантоні Берн, адміністративний округ Бернська Юра.

## Географія
Громада розташована на відстані близько 36 км на північний захід від Берна.
Коржемон має площу 17,7 км², з яких на 5,9% дозволяється будівництво (житлове та будівництво доріг), 54,9% використовуються в сільськогосподарських цілях, 38,8% зайнято лісами, 0,5% не є продуктивними (річки, льодовики або гори).

## Демографія
2019 року в громаді мешкало 1737 осіб (+12,2% порівняно з 2010 роком), іноземців було 15,3%. Густота населення становила 98 осіб/км².
За віковим діапазоном населення розподілялося таким чином: 23,3% — особи молодші 20 років, 57,1% — особи у віці 20—64 років, 19,6% — особи у віці 65 років та старші. Було 744 помешкань (у середньому 2,3 особи в помешканні).
Із загальної кількості 626 працюючих 58 було зайнятих в первинному секторі, 116 — в обробній промисловості, 452 — в галузі послуг.